# Afonso VI của Bồ Đào Nha
Afonso VI (phát âm tiếng Bồ Đào Nha: [ɐˈfõsu]; 21 tháng 8 năm 1643 – 12 tháng 9 năm 1683), được biết đến với biệt danh " Kẻ chiến thắng " (o Vitorioso), là vị vua thứ hai của Bồ Đào Nha thuộc Nhà Braganza, trị vì từ năm 1656 cho đến khi ông qua đời.